# دونگن
دونگن (به هلندی: Dongen) یک شهرستان در هلند است که در برابانت شمالی واقع شده‌است. دونگن ۴ متر بالاتر از سطح دریا واقع شده‌است.